# Ctimene ocreata
Ctimene ocreata là một loài bướm đêm trong họ Geometridae.